# Dati personali
I dati personali sono informazioni che identificano o rendono identificabile una persona fisica, come nome, cognome e codice fiscale. Alcune legislazioni, ad esempio  il Regolamento generale sulla protezione dei dati (GDPR) dell'Unione europea, garantiscono su questi dati una serie di diritti nei confronti di chi li tratta.

## Evoluzione storica
Il 7 ottobre 1970 nella regione (Land) dell'Assia dell'allora Repubblica Federale Tedesca viene emanata una legge per la protezione dei dati e istituito un Datenschutzbeauftragter (lett. "responsabile della protezione dei dati"); segue una legge analoga in Baviera il 12 ottobre dello stesso anno. A queste poi ha fatto seguito sempre in Germania il 27 Gennaio 1977 la Bundesdatenschutzgesetz-bdsg  (lett. "legge federale sulla protezione dei dati").
Il 23 settembre 1980 l'OCSE rilascia le "Linee guida sulla protezione della vita privata e su i flussi transfrontalieri di dati di carattere personale".
L'anno successivo, il 28 gennaio 1981, il Consiglio d'Europa, in scia con le precedenti linee guida, approvò la Convenzione per la protezione dell’individuo riguardo all’elaborazione dei dati a carattere personale.
Ispirandosi all'art. 2 della CETS n. 108/1981 venne stabilita una delle prime definizioni in Europa riguardo ai dati personali e sensibili, ovvero:
All'articolo 6 si specifica inoltre una protezione per:
Dalla definizione si nota come la componente di riferimento indiretta non sia ancora saldamente presente nella definizione.
In seguito, fu stabilita a livello europeo, l'introduzione di un sistema di garanzie a prevenzione del rischio di discriminazione e di violazione dei diritti e delle libertà fondamentali dei singoli individui, ed in particolare che questo fosse attivabile a seguito di richiesta dell'interessato. La Convenzione europea sulla protezione delle persone rispetto al trattamento automatizzato di dati a carattere personale affermò che la mera conservazione di fotografie all'interno di altri documenti non avrebbe potuto in sé configurare una violazione di diritto qualora la finalità del trattamento non fosse quella di dedurre dati personali e sensibili mediante l'analisi delle informazioni preservate.
Il 24 ottobre 1995 viene promulgata la Direttiva 95/46/CE del Parlamento e del Consiglio d'Europa tesa ad unificare le direzioni prese dagli stati membri in materia di dati personali e all'articolo 2 definisce dato personale:
In questa definizione si evince subito come i precedenti articoli si unifichino nella definizione e si espliciti il concetto di "identificabile" e appaia il numero di identificazione, in consensuale con la diffusione del web.
A questa direttiva l'Italia si adeguerà, a partire dall'anno seguente.
La definizione della direttiva 95/46/CE si amplierà poi nel 2002 con una chiarifica in merito ai dati relativi all'ubicazione, al traffico; la normativa, in generale, si inizierà ad adeguare sempre più alle nuove tecnologie e sarà aggiornata poi nel 2009 con la direttiva 2009/136/CE in merito all'adeguamento ai telefoni cellulari e alla rete.

## Tutela giuridica

### Italia
In Italia la prima normazione in merito ai dati personali si ha con la legge 675/1996 "Tutela delle persone e di altri soggetti rispetto al trattamento dei dati personali" dando come definizione di dato personale:
La precedente legge venne modificata nel 2003 con il codice in materia di protezione dei dati personali e a seguire il decreto legge 6 dicembre 2011 n. 201, convertito con modifiche dalla L. 22 dicembre 2011 n. 214, ha eliminato l'inclusione delle persone giuridiche nel concetto di dato personale, limitandolo quindi alle sole persone fisiche.
La definizione di Dato Personale in Italia è rimasta tale sino all'approvazione del Regolamento (UE) n. 2016/679.

### Unione Europea
La disciplina attuale è contenuta nel Regolamento (UE) n. 2016/679, in particolare secondo l'art. 4 di tale atto normativo vengono definiti tali: 

## Particolari tipologie

### Dati genetici
i dati personali relativi alle caratteristiche genetiche ereditarie o acquisite di una persona fisica che forniscono informazioni univoche sulla fisiologia o sulla salute di detta persona fisica, e che risultano dall’analisi di un campione biologico della persona fisica in questione, in particolare dall'analisi dei cromosomi, dell'acido desossiribonucleico (DNA) o dell'acido ribonucleico (RNA).

### Dati biometrici
i dati personali ottenuti da un trattamento tecnico specifico relativi alle caratteristiche fisiche, fisiologiche o comportamentali di una persona fisica che ne consentono o confermano l’identificazione univoca, quali l’immagine facciale o i dati dattiloscopici;

### Dati relativi alla salute
i dati personali attinenti alla salute fisica o mentale di una persona fisica, compresa la prestazione di servizi di assistenza sanitaria, che rivelano informazioni relative al suo stato di salute;

### Dati giudiziari
I dati giudiziari sono quei dati personali in materia di casellario giudiziale, di anagrafe delle sanzioni amministrative dipendenti da reato e dei relativi carichi pendenti. Inoltre possono essere quei dati personali indicanti la qualità di imputato o di indagato.
Il trattamento di questi dati è ammesso solo se autorizzato da espressa disposizione di legge o provvedimento del Garante per la protezione dei dati personali, che ne specifica le finalità, i tipi di dati e le operazioni autorizzate.

### Dati identificativi
I dati identificativi (art. 4 c. 1 lett c del Codice della privacy) sono i dati personali che permettono l'identificazione diretta dell'interessato. Ad esempio la fotografia di una persona.
Con l'introduzione del GDPR si suole distinguere tra dati identificativi diretti (ad esempio il codice fiscale) e dati identificativi indiretti (ad esempio l'indirizzo IP).

### Dati sensibili
I dati sensibili sono quei dati che rivelano l'origine etnica, le opinioni politiche, l'adesione a partiti, le credenze religiose o filosofiche, lo stato di salute, l'orientamento sessuale e la partecipazione ad associazioni religiose, politiche, filosofiche o sindacali di una persona fisica.
I dati sensibili possono essere trattati dai privati soltanto con il consenso documentato dell’interessato.

## Commercio dei dati personali
Nella seconda metà del XX secolo, la rivoluzione digitale ha portato alla nascita della "economia della privacy", o commercio dei dati personali. Il valore dei dati può cambiare nel tempo e in contesti diversi. La divulgazione dei dati può invertire le asimmetrie informative, anche se i costi di tale operazione possono non essere chiari. Come per le aziende, i consumatori spesso hanno "informazioni imperfette su quando i loro dati vengono raccolti, per quali scopi e con quali conseguenze".

### Intermediari di dati
Un data broker è una persona o un'azienda specializzata nella raccolta di dati personali (come il reddito, l'etnia, le convinzioni politiche o i dati di geolocalizzazione) o aziendali, per lo più da registri pubblici ma a volte anche da fonti private, e nella vendita o nella concessione in licenza di tali informazioni a terzi per una varietà di scopi. Le fonti, tipicamente online a partire dagli anni Novanta, possono includere i registri dei censimenti e degli elenchi degli elettori, i siti di social network, i registri dei tribunali e le cronologie degli acquisti. Le informazioni ottenute dai broker di dati possono essere utilizzate nei controlli dei dati condotti dai datori di lavoro e dalle autorità abitative.
In tutto il mondo esistono diverse normative che limitano la raccolta di informazioni sulle persone; le leggi sulla privacy variano.